# قوئینک رخشانی
قوئینک رخشانی، روستایی از توابع بخش پیشوا شهرستان ورامین در استان تهران ایران است.
بیشتر جمعیت این روستا کشاورزان هستند و برخی نیز دامپرورند

## جمعیت
این روستا در دهستان بهنام سوخته جنوبی قرار دارد و براساس سرشماری مرکز آمار ایران در سال ۱۳۸۵، جمعیت آن ۴۷۴ نفر (۹۷خانوار) بوده‌است.